# Temporada da Indy Pro Series de 2002
A Temporada da Indy Lights de 2002 foi a 17ª temporada do campeonato e a primeira sob chancela da Indy Racing League. Teve apenas 7 provas, disputadas entre 7 de julho e 14 de setembro.
O vencedor foi o norte-americano A. J. Foyt IV, da equipe A. J. Foyt Enterprises, com 54 pontos de vantagem sobre o neerlandês Arie Luyendyk Jr..

## Equipes e pilotos
Este gráfico reflete apenas as combinações confirmadas e citadas de piloto, motor e equipe.
| Equipe                           | N° | Piloto(s)           | Etapa(s) |
| -------------------------------- | -- | ------------------- | -------- |
| Sinden Racing Service            | 2  | Ed Carpenter        | Todas    |
| Brian Stewart Racing             | 3  | Marty Roth          | 1–4, 6–7 |
| Luyendyk Racing                  | 5  | Arie Luyendyk Jr.   | Todas    |
| Kelley Racing                    | 7  | Jason Priestley     | 1–4      |
| REV 1 Racing                     | 8  | Ronnie Johncox      | Todas    |
| Sam Schmidt Motorsports          | 9  | Jeff Tillman        | 3        |
| Sam Schmidt Motorsports          | 9  | Tom Wood            | 4, 6–7   |
| Sam Schmidt Motorsports          | 9  | Curtis Francois     | 5        |
| Sam Schmidt Motorsports          | 99 | G. J. Mennen        | Todas    |
| Roquin Motorsports               | 11 | Rolando Quintanilla | 2–7      |
| Beardsley Motorsports            | 12 | Matt Beardsley      | 2–5, 7   |
| A. J. Foyt Enterprises           | 14 | A. J. Foyt IV       | Todas    |
| Automatic Fire Sprinklers        | 27 | Gary Peterson       | Todas    |
| Conti-Genoa-Frost Racing         | 34 | Ryan Hampton        | 3–7      |
| Bowes Seal Fast Racing           | 37 | Mike Koss           | 1–4, 6–7 |
| Bowes Seal Fast Racing           | 37 | Matthew Halliday    | 5        |
| Bowes Seal Fast Racing           | 38 | Matthew Halliday    | 1        |
| Bowes Seal Fast Racing           | 43 | Dave Steele         | 3        |
| Bowes Seal Fast Racing           | 43 | Tony Turco          | 4–6      |
| Hemelgarn 91/Johnson Motorsports | 91 | Aaron Fike          | Todas    |
| Hemelgarn 91/Johnson Motorsports | 92 | Cory Witherill      | Todas    |

## Classificação
| Pos. | Nome                | País           | Equipe                                  | Pontos | Estados Unidos | Estados Unidos | Estados Unidos | Estados Unidos | Estados Unidos | Estados Unidos | Estados Unidos |
| ---- | ------------------- | -------------- | --------------------------------------- | ------ | -------------- | -------------- | -------------- | -------------- | -------------- | -------------- | -------------- |
| 1    | A. J. Foyt IV       | Estados Unidos | A. J. Foyt Enterprises                  | 290    | 52             | 32             | 52             | 52             | 22             | 28             | 52             |
| 2    | Arie Luyendyk Jr.   | Países Baixos  | Luyendyk Racing                         | 236    | 20             | 40             | 40             | 28             | 40             | 42             | 26             |
| 3    | Ed Carpenter        | Estados Unidos | Sinden Racing                           | 226    | 30             | 30             | 35             | 40             | 35             | 26             | 30             |
| 4    | Cory Witherill      | Estados Unidos | Hemelgarn 91/Johnson Motorsports        | 213    | 35             | 52             | 15             | 35             | 19             | 17             | 40             |
| 5    | Aaron Fike          | Estados Unidos | Hemelgarn 91/Johnson Motorsports        | 186    | 19             | 35             | 32             | 16             | 16             | 50             | 18             |
| 6    | Ronnie Johncox      | Estados Unidos | Rev1 Racing                             | 180    | 22             | 18             | 30             | 32             | 24             | 30             | 24             |
| 7    | Gary Peterson       | Estados Unidos | Automatic Fire Sprinklers Racing        | 163    | 26             | 17             | 20             | 24             | 20             | 24             | 32             |
| 8    | G. J. Mennen        | Estados Unidos | Sam Schmidt Motorsports                 | 161    | 24             | 24             | 22             | 15             | 32             | 22             | 22             |
| 9    | Ryan Hampton        | Estados Unidos | Hampton Racing/Conti-Genoa-Frost Racing | 147    | -              | -              | 26             | 18             | 52             | 16             | 35             |
| 10   | Marty Roth          | Canadá         | Brian Stewart Racing                    | 138    | 28             | 22             | 19             | 17             | -              | 32             | 20             |
| 11   | Rolando Quintanilla | México         | Roquin Motorsports                      | 137    | -              | 19             | 28             | 26             | 28             | 20             | 16             |
| 12   | Mike Koss           | Estados Unidos | Bowes Seal Fast Racing                  | 123    | 32             | 20             | 14             | 19             | -              | 19             | 19             |
| 13   | Matt Beardsley      | Estados Unidos | Beardsley Motorsports                   | 107    | -              | 26             | 16             | 30             | 18             | -              | 17             |
| 14   | Jason Priestley     | Canadá         | Kelley Racing                           | 99     | 40             | 28             | 17             | 14             | -              | -              | -              |
| 15   | Tom Wood            | Canadá         | Sam Schmidt Motorsports                 | 83     | -              | -              | -              | 20             | -              | 35             | 28             |
| 16   | Tony Turco          | Estados Unidos | Bowes Seal Fast Racing                  | 57     | -              | -              | -              | 22             | 17             | 18             | -              |
| 17   | Matthew Halliday    | Nova Zelândia  | Bowes Seal Fast Racing                  | 44     | 18             | -              | -              | -              | 26             | -              | -              |
| 18   | Curtis Francois     | Estados Unidos | Sam Schmidt Motorsports                 | 30     | -              | -              | -              | -              | 30             | -              | -              |
| 19   | Dave Steele         | Estados Unidos | Bowes Seal Fast Racing                  | 24     | -              | -              | 24             | -              | -              | -              | -              |
| 20   | Jeff Tillman        | Estados Unidos | Sam Schmidt Motorsports                 | 18     | -              | -              | 18             | -              | -              | -              | -              |